# Отрожина
Отрожина — река в России, протекает в Волгоградской области. Устье реки находится в 32 км по левому берегу реки Солёная Куба. Длина реки составляет 25 км. Площадь водосборного бассейна — 233 км².

## Данные водного реестра
По данным государственного водного реестра России относится к Нижневолжскому бассейновому округу, водохозяйственный участок реки — Еруслан от истока и до устья. Речной бассейн реки — Волга от верхнего Куйбышевского водохранилища до впадения в Каспий.
Код объекта в государственном водном реестре — 11010002012112100011212.